# Srđan Vasić
Srđan Vasić (Servisch: Срдјан Васиц) (1960 - ) is een Servisch politicus.
Srđan Vasić was van 28 september 2004 tot 13 december 2007 Prefect van het Kosovo District, de naam van Kosovo als Autonome Provincie Kosovo en Metohija (1990-1999) en tijdens het bestuur van de Interim Administration Mission in Kosovo van de Verenigde Naties (UNMIK), als oppositie tegen het VN-bestuur. Zijn voorganger was Jovica Filipović en hij werd opgevolgd door Goran Arsić.